# 711

## أحداث
- بداية الفتح الإسلامي للأندلس في 711 والتي انتهت في 716.
- 19 يوليو - وقوع معركة وادي لكة التي مهدت الطريق للمسلمين أن يفتحوا أيبيريا.
- عام 711 م الفتح الإسلامي للأندلس
- سقوط مملكة القوط الغربيون

## مواليد
- الإمام مالك